# Голишани
Голишани или Голешани (на гръцки: Λευκάδια, Левкадия, до 1926 година Γκολοσάνη, Γκολεσάνη, Γκολεσίανη, Голосани, Голесани) е село в Република Гърция, област Централна Македония, дем Негуш.

## География
Селото е разположено в областта Сланица на 90 m надморска височина в западната част на Солунското поле, в подножието на планината Каракамен (Негуш планина или Дурла, на гръцки Вермио). От град Негуш (Науса) е отдалечено на 6 km в североизточна посока, а от Копаново (Копанос) на 2 km на север.

## История

### Античност
Край Голишани са развалините на античния македонски град Миеза. Край селото има няколко известни македонски гробници. В 1877 година датският археолог Карл Кинх открива източно от селото Кинхевата гробница. В 1942 година Хараламбос Макаронас открива западно от Кирхевата Лисоновата и Каликлиева гробница. В 1954 година източно от Кирхевата е открита така наречената Съдебна гробница. В 1971 година Екатерини Ромиопупу открива западно от Съдебната Антемийската гробница.

### В Османската империя
Според гръцки източници в края на XVIII век жителите на селото говорят „славомакедонски“. Селото пострадва силно по време на Негушкото въстание в 1822 година.
В края на XIX век селото е в Берска каза на Османската империя. Според статистиката на Васил Кънчов („Македония. Етнография и статистика“) в 1900 година в Голишани живеят 50 българи. По данни на секретаря на Българската екзархия Димитър Мишев („La Macédoine et sa Population Chrétienne“) в 1905 година в Голишани има 128 българи патриаршисти гъркомани. По-късно селото приема върховенството на Екзархията и гръцки автори го наричат „фанатично екзархийско“. Селото пострадва при появата на гръцки андартски чети в района.

### В Гърция
През Балканската война в 1912 година в селото влизат гръцки части и след Междусъюзническата война в 1913 година селото попада в Гърция. В 1913 година Панайотис Деказос, отговарящ за земеделието при Македонското губернаторство, споменава Голешани (Γκολεσίανη) като село населено със „славяногласни елини“.
Боривое Милоевич пише в 1921 година („Южна Македония“), че Гулишане има 12 къщи християни славяни и 3 къщи власи християни.
В 20-те години в селото са заселени понтийски гърци, бежанци от Турция. В 1928 година Голишани е смесено местно-бежанско селище с 64 бежански семейства и 242 жители бежанци. В 1926 година селото е прекръстено на Левкадия.
До 1941 година административно селото е във Воденско, а след това е придадено на Негушко.
Землището на селото е много плодородно, тъй като се напоява добре от Арапица. Произвеждат се предимно праскови и ябълки с високо качество.
Смята се, че в землището на селото, към Гимново, има нефт и са правени опити за добиване.
| Име     | Име      | Ново име       | Ново име       | Описание                               |
| ------- | -------- | -------------- | -------------- | -------------------------------------- |
| Караула | Καραούλι | Паратиритирион | Παρατηρητήριον | възвишение на СЗ от Голишани (172,2 m) |

| Година    | 1913 | 1920 | 1928 | 1940 | 1951 | 1961 | 1971 | 1981 | 1991 | 2001 | 2011 | 2021 |
| --------- | ---- | ---- | ---- | ---- | ---- | ---- | ---- | ---- | ---- | ---- | ---- | ---- |
| Население | 131  | 118  | 395  | 598  | 670  | 838  | 882  | 935  | 914  | 967  | 1021 | 856  |

## Личности
Родени в Голишани
- Иван Златанов Мухтара (? – 1909), български революционер от ВМОРО, бивш патриаршистки епитроп
- Георги Леодак (Γεώργιος Λεοντάκ) гръцки андартски деец, епитроп на гръцкото училище, получаващ пари от гръцките консулства[25]
- Тръпче Дринафчев (Τράπτζε Ντρινάφτσι) гръцки андартски деец, епитроп на гръцкото училище, получаващ пари от гръцките консулства[25]
- Георги Тасев (Γεώργιος Τάσιος) гръцки андартски деец, епитроп на гръцкото училище, получаващ пари от гръцките консулства[25]